# Margo Malowney
Margo Malowney (* 8. August 1967 in Saint John) ist eine kanadische Beachvolleyballspielerin.

## Karriere
Malowney spielte ihren ersten internationalen Turniere auf der World Tour 1994 und 1995 mit wechselnden Partnerinnen. Ihr bestes Ergebnis war dabei der neunte Rang beim Grand Slam in Carolina 1994 mit Jennifer Harkness. Beim Open-Turnier in Hermosa Beach 1995 trat Malowney erstmals mit Barb Broen Ouellette an. Das Duo konnte zunächst keine vorderen Platzierungen erzielen. Bei den Brisbane Open kamen Malowney/Ouellette auf den 13. Platz. Danach beendeten sie vier Turniere in Brasilien jeweils auf dem 17. Rang. Nach dem 13. Platz in Hermosa Beach nahmen sie an den Olympischen Spielen 1996 in Atlanta teil. Dort unterlagen sie in zwei Spielen gegen Timy/Eta aus Indonesien sowie das französische Duo Prawerman/Lesage und mussten sich deshalb bereits nach der Vorausscheidung verabschieden.
Bis 1998 spielte Malowney vier Turniere der World Tour mit unterschiedlichen Partnerinnen. Nach dem neunten Rang in Busan 1996 und dem 17. Platz in Melbourne gab es zweimal einen 37. Platz. 1999 und 2000 trat Malowney mit Dee MacAulay an. Das Duo spielte jeweils zweimal in Toronto und Mexiko, schied aber jeweils früh aus.